# ریان بلال
ریان بلال (عربی: ريان بلال؛ زادهٔ ۱۹۸۸ (۳۶–۳۷ سال)) یک ورزشکار اهل عربستان سعودی است.
از باشگاه‌هایی که در آن بازی کرده‌است می‌توان به باشگاه فوتبال النصر عربستان سعودی، باشگاه فوتبال القادسیه عربستان سعودی، باشگاه فوتبال الرائد عربستان سعودی، باشگاه فوتبال الفیصلی عربستان سعودی، باشگاه فوتبال التعاون عربستان سعودی، باشگاه فوتبال الاتفاق عربستان سعودی، و تیم ملی فوتبال عربستان سعودی اشاره کرد.
وی همچنین در تیم ملی فوتبال عربستان سعودی بازی کرده است.